# Quận Montgomery, Pennsylvania
Quận Montgomery là một quận trong tiểu bang Pennsylvania, Hoa Kỳ. Quận lỵ đóng ở Norristown, Pennsylvania. Theo điều tra dân số năm 2010 của Cục điều tra dân số Hoa Kỳ, quận có dân số 799.874 người, là quận đông dân thứ ba ở Pennsylvania, sau các quận Philadelphia và Allegheny.
Quận Montgomery được bao gồm trong Khu vực thống kê đô thị Philadelphia-Camden-Wilmington, PA-NJ-DE-MD. Nó là một ngoại ô Tây Bắc của Philadelphia, và đánh dấu biên giới phía bắc của khu vực, với các khu vực Lehigh Valley của bang về phía bắc. Trong năm 2010, quận này được xếp hạng là quận giàu thứ 51 trong cả nước Mỹ (đo bằng thu nhập hộ gia đình trung bình). Năm 2008, quận được bầu chọn là nơi tốt thứ 9 cho cuộc sống gia đình theo tạp chí Forbes.
Quận được thành lập ngày 10 tháng 9 năm 1784, tách ra khoải vùng đất nguyên là một phần của quận Philadelphia. Tòa nhà tòa án và chính quyền đầu tiên được đặt trong Barley Sheef Inn. Quận được cho là đã được đặt theo Richard Montgomery, một vị tướng cách mạng Mỹ thiệt mạng năm 1775 trong khi cố gắng để chiếm thành phố Quebec, Canada, hoặc là đã được đặt tên theo quận Welsh của Montgomeryshire (được đặt theo tên của một trong William cố vấn chính của Conqueror, Roger de Montgomerie), vì nó là một phần của Welsh Tract, khu vực Pennsylvania do người Quaker từ xứ Wales định cư. Lịch sử sớm của quận cho biết nguồn gốc của tên của quận là không chắc chắn.

## Địa lý
Theo Cục điều tra dân số Hoa Kỳ, quận có diện tích km², trong đó có km2 là diện tích mặt nước.